# Perches
Perches este o comună din arondismentul Fort-Liberté, departamentul Nord-Est, Haiti, cu o suprafață de 39,64 km2 și o populație de 10.509 locuitori (2009).